# Zofia Kaczmarek
Zofia Kaczmarek – polska astronomka. Ukończyła Gimnazjum i Liceum Akademickie w Toruniu. Studiowała astronomię na Wydziale Fizyki Uniwersytetu Warszawskiego.

## Działalność naukowa i popularyzatorska
Prowadzi badania dotyczące czarnych dziur w zespole prof. dr hab. Łukasza Wyrzykowskiego. Jest tutorką Krajowego Funduszu na Rzecz Dzieci – prowadzi zajęcia i pomaga w organizacji obozów dla uzdolnionych dzieci z zainteresowaniami naukowymi. Jest także autorką zadań konkursowych oraz członkinią komisji Olimpiady Astronomicznej. Działa w Klubie Astronomicznym Almukantarat.
Współpracowała z:
- AstroNET – Polski Portal Astronomiczny (przez rok jako zastępca redaktora naczelnego),
- Urania – Postępy Astronomii czy
- program telewizyjny Astronarium[4].

Prowadziła liczne warsztaty, m.in. na World Space Week 2018, pokazy nieba i wydarzenia popularnonaukowe.
Brała udział w Summer Research Programme ESO w 2020 i zajmowała się projektem „Searching for intermediate mass black holes”.

## Nagrody i wyróżnienia
Jako siedemnastolatka wygrała Olimpiadę Astronomiczną (jako druga kobieta w sześćdziesięcioletniej historii konkursu), rok później powtórzyła to osiągnięcie. Jako jedyna osoba w historii wygrała ten konkurs dwa lata z rzędu. Za wygraną w konkursie otrzymała specjalną nagrodę: na jej cześć nazwano planetoidę „Zosiakaczmarek”.
Reprezentując Polskę na Międzynarodowej Olimpiadzie Astronomicznej i Astrofizycznej zdobyła najpierw srebrny (Indie 2016), a następnie brązowy medal (Tajlandia 2017).